# Irans regering 2005–2009
Detta är en lista över Irans regering som tillträdde 3 augusti 2005, samtidigt som Mahmoud Ahmadinejad tillträdde som Irans president.
- Ali Akbar Ach’ari, utbildning
- Ali-Reza Ali-Ahmadi, samordning
- Davoud Danesh-Jaafari, ekonomi
- Mohammad Reza Eskandari, jordbruk
- Parviz Fattah, energi
- Mehdi Hachemi, social
- Hossein Saffar Harandi, kultur och islamism
- Mohammad Jahromi, arbete och social
- Jamal Karimi-Rad, justitie
- Kamran Lankarani, hälsovård
- Gholam-Hossein Mohseni Eje'i, underrättelsetjänst och säkerhet
- Massoud Mir-Kazemi, handels
- Mostafa Mohammad-Najjar, försvar
- Manouchehr Mottaki, utrikes
- Mostafa Pour-Mohammadi, inrikes
- Mohammad Rahmati, transport
- Mohammad Saïdi-kia, bostad
- Ali Saïdlou, olja
- Mohammad Soleymani, kommunikation och information
- Ali-Reza Tahmasbi, industri och gruvor
- Mohammad-Mehdi Zahedi, vetenskap, forskning och teknologi

### Fotnoter
1. ↑  ”Iran” (på engelska). World Statesmen. 15 mars 2005. http://www.worldstatesmen.org/Iran.htm. Läst 4 juni 2015.